# 經濟學期刊列表
以下是學術期刊的經濟學列表包含最突出的的經濟學術期刊。
不包括與經濟、金融或商業相關的流行雜誌或其他出版物。

## 列表
- 聯盟 (學術期刊)
- 美國經濟評論
- 美國農業經濟期刊
- 計算經濟學
- 經濟學雜誌
- 經濟學刊
- 能源經濟
- 環境經濟及管理期刊
- 法律經濟學期刊
- 法律經濟學及組織期刊
- 土地經濟
- 海洋資源經濟學
- 經濟與社會秩序年鑑
- 經濟研究評論
- 環境經濟及政策評論